# Saint-Paul-de-Tartas
Saint-Paul-de-Tartas är en kommun i departementet Haute-Loire i regionen Auvergne-Rhône-Alpes i centrala Frankrike. Kommunen ligger i kantonen Pradelles som tillhör arrondissementet Le Puy-en-Velay. År 2022 hade Saint-Paul-de-Tartas 193 invånare.

## Befolkningsutveckling
Antalet invånare i kommunen Saint-Paul-de-Tartas
| Referens: INSEE |